# Clive Dunn
Clive Dunn (Londen, Engeland, 9 januari 1920 – Algarve, Portugal, 6 november 2012) was een Engels acteur, zanger en entertainer die vooral bekend is geworden door zijn rol als Lance-Corporal Jones in de BBC-serie Dad's Army (Daar komen de schutters).
Dunn werd geboren in Londen in een familie van music hall-artiesten, en is een neef van actrice Gretchen Franklin. Franklin speelde onder meer in Eastenders en was in de serie George & Mildred te zien als de demente moeder van Mildred. Vanaf de jaren dertig speelde Dunn kleine filmrollen. Tijdens de Tweede Wereldoorlog was hij zeven jaar militair bij de Britse gemechaniseerde cavalerie. Hij werd in 1941 in Griekenland gevangengenomen en zat vier jaar in een krijgsgevangenenkamp in Oostenrijk.
Vanaf de jaren vijftig was hij weer als acteur actief. In de jaren zestig brak hij door als televisieacteur in comedies met Tony Hancock, Michael Bentine, Dora Bryan en Dick Emery en anderen. In 1967 speelde hij een gastrol in aflevering Something Nasty in the Nursery van The Avengers (De Wrekers)

## Lance-Corporal Jones
In 1968 kreeg Dunn de rol van Lance-Corporal Jack Jones in Dad's Army. Dunn was toen 48. Hij was een van de jongste leden van de cast maar speelde de rol van een slager van in de zeventig die al onder Kitchener in Soedan had gediend. Van de leden van de Home Guard van Walmington-on-Sea had "Jonesy" de meeste ervaring, maar hij was van hen ook het meest door de tand des tijds aangetast.(voor deze rol werd hij dus flink ouder gemaakt) Het personage Jonesy is bekend geworden doordat het snel in paniek raakt, daarbij steevast 'don't panic!, don't panic!' uitroepend, en door de catchphrase 'Permission to speak, Sir?'
Dunn was een fervent socialist en maakte vaak ruzie met de conservatieve Arthur Lowe die in de serie Captain George Mainwaring speelde. Toen Dunn ten slotte een onderscheiding in ontvangst nam (Officier in de Orde van het Britse Rijk), na verschillende keren te hebben geweigerd, zou Lowe hebben laten weten dat hij op zijn beurt alleen een hógere onderscheiding dan die van Dunn zou accepteren.
Na Dad's Army speelde Dunn een vergelijkbare rol in de televisieserie "Grandad" (1979-1984). Hij had zelfs een nummer 1-hit met het door Herbie Flowers geschreven Grandad, begeleid door een kinderkoor. Nadat de serie "Grandad" in 1984 was gestopt speelde Dunn nog in een tv-verfilming van Much Ado About Nothing, maar daarna verdween hij van het scherm. Hij vestigde zich met zijn echtgenote Priscilla Morgan, zelf ook actrice, en hun twee dochters in de Algarve (Portugal), omdat hij ooit Greta Garbo in Queen Christina naar Portugal had zien vertrekken.
Dunn stierf op 6 november 2012 na complicaties tijdens een operatie, hij werd 92 jaar oud.

## Filmografie
- Boys Will Be Boys (1935) - Rol onbekend (Niet op aftiteling)
- Good Morning, Boys (1937) - Rol onbekend (Niet op aftiteling)
- A Yank at Oxford (1938) - Rol onbekend (Niet op aftiteling)
- The Railway Children Televisieserie - District Superintendent (Afl., Saviors of the Train, 1951)
- The Tony Hancock Show Televisieserie - Verschillende rollen (Afl. onbekend,1956-1957)
- Treasure Island (Televisiefilm, 1957) - Ben Gunn
- Studio E Televisieserie - Charlie Quick (Episode 2 december 1957)
- The Treasure of San Teresa (1959) - Beheerder begraafplaats
- After Hours Televisieserie - Verschillende rollen (1959)
- The Dickie Henderson Half-Hour Televisieserie - Rol onbekend (1959)
- Hancock's Half-Hour Televisieserie - Ginger Johnson (Afl., The Reunion Party, 1960)
- What a Whopper (1961) - Mr. Slate
- The Fast Lady (1962) - Oude heer in brandend huis
- She'll Have to Go (1962) - Chemist
- Bootsie and Snudge Televisieserie - Henry Beerbohm 'Old' Johnson (29 afl., 1961-1962)
- The Mouse on the Moon (1963) - Bandleider
- It's a Square World Televisieserie - Verschillende rollen (1960-1964)
- You Must Be Joking! (1965) - Portier
- No Hiding Place Televisieserie - Cyril Fernn (Afl., Run, Johnny, Run, 1965)
- Comedy Playhouse Televisieserie - Elijah Jones (Afl., Judgement Day for Elijah Jones, 1966)
- The Son (Televisiefilm, 1966) - Monsieur Saminet
- Blackmail Televisieserie - Rol onbekend (Afl., The Man Who Could See, 1966)
- The Mini-Affair (1967) - Tyson
- Gentleman Jim (Televisiefilm, 1967) - Jim Bules
- Orlando Televisieserie - Dai McClavish (4 afl., 1967)
- The Avengers Televisieserie - Martin (Afl., Something Nasty in the Nursery, 1967)
- Just Like a Woman (1968) - Graff von Fischer
- 30 Is a Dangerous Age, Cynthia (1968) - Dokter
- The Bliss of Mrs. Blossom (1968) - Dr. Zimmerman
- The Ugliest Girl in Town Televisieserie - Conciërge (Afl., Popped Star, 1968)
- Inside George Webley Televisieserie - Rol onbekend (Afl. onbekend, 1968)
- The World of Beachcomber Televisieserie - Verschillende rollen (Afl. onbekend, 1968)
- According to Dora Televisieserie - Verschillende rollen (1968-1969)
- Crooks and Coronets (1969) - Basil
- The Magic Christian (1969) - Sommelier
- Here Come the Double Deckers! Televisieserie - Hodge (Afl., Happy Haunting, 1970)
- My Old Man Televisieserie - Sam Cobbett (13 afl., Gr1974-1975)
- Dad's Army Televisieserie - Lance Corporal Jack Jones (80 afl., 1968-1977)
- Grandad Televisieserie - Grandad (Charlie Quick) (1979-1984)
- The Fiendish Plot of Dr. Fu Manchu (1980) - Keeper of the Keys - London Tower
- Much Ado About Nothing (Televisiefilm, 1984) - Verges